# Ngày Quốc tế Gia đình
Ngày quốc tế Gia đình, viết tắt là IDF (International Day of Families) là ngày lễ quốc tế do Liên Hợp Quốc đặt ra để nâng cao nhận thức về những vấn đề gia đình trên toàn thế giới.

## Lịch sử
Năm 1993 Đại Hội đồng Liên Hợp Quốc đã thông qua "Nghị quyết số A/REC/47/237" ngày 20 tháng 9 năm 1993, lấy ngày 15 tháng 5 hàng năm làm "Ngày quốc tế Gia đình".
Trước đó, năm 1980, thông qua Nghị quyết 44/82 Đại hội đồng Liên Hợp Quốc công bố năm 1994 là "Năm quốc tế Gia đình", để nâng cao nhận thức về các vấn đề gia đình và tăng cường khả năng của các quốc gia trong việc thực hiện các chính sách toàn diện về những vấn đề liên quan đến gia đình.

## Chủ đề
Mỗi năm Tổng thư ký Liên Hợp Quốc đều gửi một thông điệp về một chủ đề riêng của "Ngày quốc tế Gia đình".
- 2018 - "Gia đình và bao gồm xã hội "
- 2017 - "Gia đình, giáo dục và hạnh phúc"
- 2016 - "Gia đình, cuộc sống lành mạnh và tương lai bền vững"
- 2015 - "Đàn ông nên có trách nhiệm? Bình đẳng giới và quyền của trẻ em trong các gia đình hiện đại ""
- 2014 - "Nền tảng gia đình cho các thành tựu của các mục tiêu phát triển; Năm quốc tế gia đình + 20"
- 2013 - "Thúc đẩy hội nhập xã hội và đoàn kết giữa các thế hệ"
- 2012 - "Đảm bảo cân bằng giữa gia đình và công việc làm"
- 2011 - "Đối mặt với cái nghèo của gia đình và sự loại ra khỏi xã hội"
- 2010 - "Tác động của sự di cư vào các gia đình trên toàn thế giới"
- 2009 - "Các bà mẹ và gia đình: Những thách thức trong một thế giới đang thay đổi"
- 2008 - "Các người cha và gia đình: Những trách nhiệm và thách thức"
- 2007 - "Gia đình và những người tàn tật"
- 2006 - "Sự thay đổi gia đình: Những thách thức và cơ hội"
- 2005 - "HIV/AIDS và hạnh phúc gia đình"
- 2004 - "Kỷ niệm lần thứ 10 Năm quốc tế Gia đình: Một khung hành động"
- 2003 - "Chuẩn bị cho việc cử hành lễ kỷ niệm Năm quốc tế Gia đình lần thứ 10 trong năm 2004"
- 2002 - "Gia đình và Sự lão hóa: Các cơ hội và thách thức"
- 2001 - "Gia đình và những người tình nguyện: Xây dựng sự gắn bó xã hội"
- 2000 - "Gia đình: Các tác nhân và những người thụ hưởng việc Phát triển"
- 1999 - "Gia đình cho mọi lứa tuổi"
- 1998 - "Gia đình: Những nhà giáo dục và cung cấp nhân quyền"
- 1997 - "Xây dựng gia đình dựa trên sự chung phần"
- 1996 - "Gia đình: Những nạn nhân đầu tiên của nghèo nàn và vô gia cư"